# Croton novaespartae
Espèce
Classification APG III (2009)
Croton novaespartae est une espèce de plantes à fleurs du genre Croton et de la famille des Euphorbiaceae.